# Fiacha V Finnfolaid
Fiacha V Finnfolaid („od Białych Wołów”) – legendarny zwierzchni król Irlandii z dynastii Milezjan (linia Eremona) w latach 119-126. Syn Feradacha Finnfechtnacha, zwierzchniego króla Irlandii.
Według średniowiecznej irlandzkiej legendy i historycznej tradycji objął władzę w wyniku zabójstwa swego poprzednika, Fiatacha Finna. Panował siedemnaście lat nad Irlandią, gdy został zabity w Magh Bolg w rzezi dokonanej przez lud Aithech Tuatha, przy współudziale prowincjonalnych królów: Elima II mac Conrach z Ulsteru i następcy na tronie irlandzkim, Sanba Sithchenna mac Cet z Connachtu, Forbri mac Fine z Munsteru oraz Eochaida Ainchenna z Leinsteru. Fiacha stracił dzieci oprócz jednego syna, który był w łonie matki Eithne, córki króla Alby (ob. Szkocja), Tuathala Techtmara („Prawowitego”), przyszłego zwierzchniego króla Irlandii.